# Sikaru

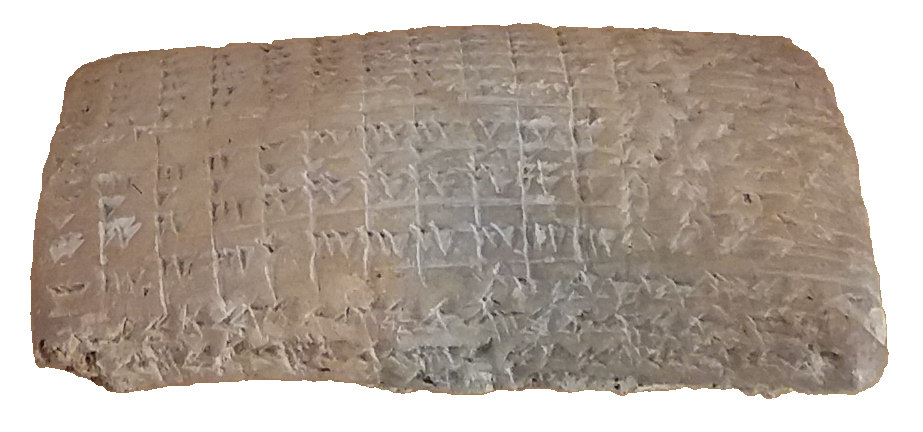
Registre de compte de distribution de bière, période paléo-babylonienne ? (1ère moitié du IIe millénaire av. J.-C.). (Musée des beaux-arts de Lyon)

Le sikaru était il y a 6 000 ans l'une des 20 variétés de bière consommée à Sumer sous forme de pain liquide,.
Il était brassé à partir de galettes de blé rouge et d'orge germés, cuits partiellement au four puis mis à fermenter dans des jarres d'eau. On parfumait l'ensemble en y ajoutant dattes et miel.
Puis on consommait le breuvage en groupe, au moyen de pailles de roseaux pour éviter l'absorption de débris flottants, lors de cérémonies religieuses, afin de soigner des malades ou encore pour payer les ouvriers.